# Gualberto Venesia
Gualberto Edgardo Venesia (Rosario, Santa Fe, Argentina, 12 de diciembre de 1936-ibídem, 27 de octubre de 2003) fue un ingeniero, agrimensor y político argentino de extensa carrera en la función pública de la provincia de Santa Fe.
Era hijo de Carlos Plácido Venesia, un corredor de granos, y de Mercedes López, dueña de un importante comercio y taller de mercería de su ciudad natal.
Cursó sus estudios primarios en el Colegio Normal N°3 para luego pasar al Colegio Industrial Superior de la Nación  ―hoy Instituto Politécnico Superior―, donde obtuvo el mejor promedio de su promoción.
Entre 1956 y 1963 cursó la universidad donde se recibió de ingeniero, agrimensor y constructor.
Sus primeros pasos dentro de la política los realizó desde muy joven, encabezando la Peña peronista de Resistencia  e integrando también el Movimiento de la Juventud Peronista.
En 1973 obtuvo su primer cargo cuando resultó elegido Concejal Municipal de Rosario. Este cargo finalizó en 1976 con el golpe de Estado autodenominado Proceso de Reorganización Nacional.
En 1983, con el retorno de la democracia, resultó nuevamente electo Concejal.
En 1989 fue elegido Diputado Provincial de Santa Fe, cargo en el que fue reelecto en 1993, presidiendo la Comisión de Obras Públicas.
En esa función propuso el dragado del río Paraná, fue autor de las Leyes Nacionales de Puertos, ideólogo de la construcción del Pasaje Juramento y de la transferencia del edificio de la Aduana en Rosario. También bregó por la concreción de la conexión vial Rosario-Victoria y la autopista Rosario-Córdoba.
En 1995 se convirtió en Vicegobernador de la Provincia de Santa Fe y entre 1999 y 2000 fue nombrado por Carlos Reutemann como Ministero de Educación de la provincia.
Falleció a los 66 años, el 27 de octubre de 2003, víctima de un paro cardiorrespiratorio cuando era trasladado de emergencia a un sanatorio.